# Nazionale maschile under 20 di calcio della Danimarca
La nazionale di calcio danese U-20 (in danese Danmarks fodboldlandshold U-20) è la rappresentativa calcistica Under-20 della Danimarca ed è posta sotto l'egida della DBU. Nella gerarchia delle nazionali calcistiche giovanili danesi è posta prima della nazionale Under-21 e dopo la nazionale Under-19.